# Казанюк, Александр Фёдорович
Алекса́ндр Фёдорович Казаню́к (укр. Олександр Федорович Казанюк; 4 января 1978, Умань, Черкасская область, Украинская ССР, СССР) — украинский футболист, игравший на позиции полузащитника.

## Биография
Ранее выступал за «Днепр» (Черкассы) и ПФК «Александрия». В «Александрии» был капитаном команды.
В «Таврии» — с февраля 2009 года. Дебют 28 февраля 2009 года в матче против «Ворсклы» (1:0).